# 紀伊勝浦駅
紀伊勝浦駅（きいかつうらえき）は、和歌山県東牟婁郡那智勝浦町大字築地六丁目にある、西日本旅客鉄道（JR西日本）紀勢本線（きのくに線）の駅である。外房線の勝浦駅（千葉県勝浦市）と区別するため駅名に「紀伊」を冠する。事務管コードは▲622045。
紀伊半島の双方の付け根（名古屋と大阪）から等距離の駅で、名古屋駅からの特急「南紀」と、新大阪駅からの特急「くろしお」の双方が乗り入れている。

## 歴史
当駅は1912年、新宮鉄道が三輪崎駅から当駅までを開通させるのと同時に勝浦駅として開業した。当時は新宮鉄道の終着駅であった。

### 年表
- 1912年（大正元年）12月4日：新宮鉄道の勝浦駅（かつうらえき）として開業[1][2]。
- 1934年（昭和9年）7月1日：新宮鉄道が国有化、紀勢中線の駅となる[1]。紀伊勝浦駅（きいかつうらえき）に改称[2]。
- 1935年（昭和10年）7月18日：紀勢中線が当駅から下里駅まで延伸[1]。
- 1940年（昭和15年）8月8日：紀伊木本駅（現在の熊野市駅）から和歌山駅（現在の紀和駅）までが紀勢西線とされ、当駅もその所属となる[1]。
- 1959年（昭和34年）7月15日：亀山駅と和歌山駅（現在の紀和駅）との間が紀勢本線となり、当駅もその所属となる[1]。
- 1976年（昭和51年）3月13日：貨物の取り扱いを廃止[2]。
- 1977年（昭和52年）11月10日：駅舎改築[4]。
- 1985年（昭和60年）3月14日：荷物扱い廃止[2]。
- 1987年（昭和62年）4月1日：国鉄分割民営化により西日本旅客鉄道に承継[1][2]。
- 2004年（平成16年）11月：「紀伊山地の霊場と参詣道」がユネスコの世界遺産に登録されたことを記念してこ線橋の通路を那智大社の社殿をイメージした内装に改築。
- 2011年（平成23年）10月：これまで直営駅であったが出札・改札と案内業務のみ子会社のジェイアール西日本メンテック（現在のJR西日本メンテック）へ業務委託。
- 2015年（平成27年）3月2日：エレベーターやスロープ・誘導警告ブロックなどを設置してバリアフリー化[5]。
- 2016年（平成28年）12月17日：ICカード「ICOCA」の利用が可能となる[6]。
- 2019年（平成31年）
  - 3月10日：この日限りでみどりの窓口の営業を終了[7]。
  - 3月11日：みどりの券売機プラスの供用を開始[7]。
- 2021年（令和3年）6月1日：この日より駅の出札・改札と案内業務がJR西日本メンテックへの業務委託から再直営化される。

## 駅構造
単式ホーム1面1線と島式ホーム1面2線、合計2面3線のホームを持つ地上駅である。2番線が下り本線、3番線が上り本線である。単式の1番線は新宮方面へ折り返す列車のみが使用できる配線になっており、名古屋駅から当駅まで乗り入れてくるJR東海の特急南紀や新宮駅 - 当駅間の普通列車などが使用している（普通列車は2番線折り返しもあり）。ホーム上には特急南紀乗務員用の詰所が設けられている。1977年（昭和52年）に完成したコンクリートの2階建て駅舎が線路東側にある。1番線の単式ホームとは接していない。この駅舎と1番線の間には、かつて港に伸びる貨物側線があり、その先端には新宮鉄道から引き継いだ国鉄紀伊勝浦桟橋があった。現在はその痕跡は残っていない。各ホームから駅舎へ跨線橋が延びている。駅としての設備はすべて2階にあり、1階は観光案内所などが入っている。駅の入口も2階にあり、そこから駅の表と裏に階段が延びている。那智勝浦町の代表駅として観光客の利用も多く、駅前にはタクシーが常駐している。
新宮駅が管理する直営駅である。以前はJR西日本のグループ会社であるJR西日本メンテックの契約社員が当直勤務で一人常駐し、出札・改札と案内業務を担当していたが、2021年（令和3年）6月1日からは再びJR西日本の社員が担当している。一日に数回程度、列車の入換作業が行われるが、こちらについてはJR西日本の社員が担当している。  みどりの券売機プラスの設置駅であり、駅レンタカー業務も行っている。現在は、運輸管理係のみ配置されている。当駅には、自動体外式除細動器（AED）が設置されている。キヨスクは無い。
その他1番ホームにはマグロの模型が、駅前広場には佐藤春夫の「秋刀魚の歌」碑がある。

### のりば
| のりば | 路線                   | 行先                                   | 備考                              |
| ------ | ---------------------- | -------------------------------------- | --------------------------------- |
| 1      | きのくに線（紀勢本線） | 新宮・熊野市・松阪・名古屋方面         | 当駅始発                          |
| 2      | きのくに線（紀勢本線） | 串本・和歌山・天王寺・新大阪・京都方面 |                                   |
| 3      | きのくに線（紀勢本線） | 新宮方面                               | 当駅始発普通列車の一部は2番のりば |

- 上表の路線名は旅客案内上の名称（愛称）で表記している。
- 特急「南紀」はすべて1番のりばから発車する。
- 2010年3月12日までは臨時列車として夜間滞泊を行う列車が1本設定されていた。

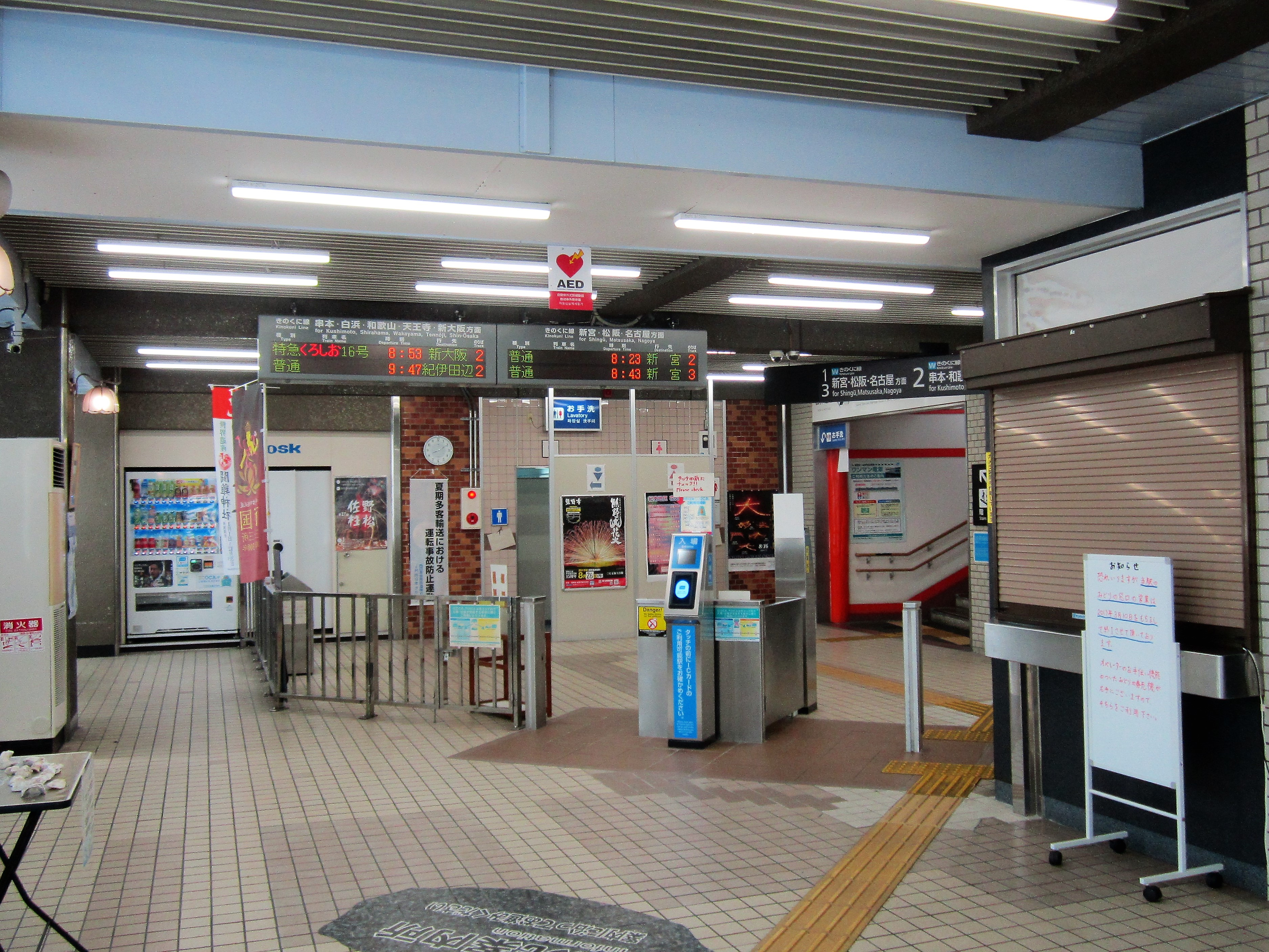
改札口（2019年8月）
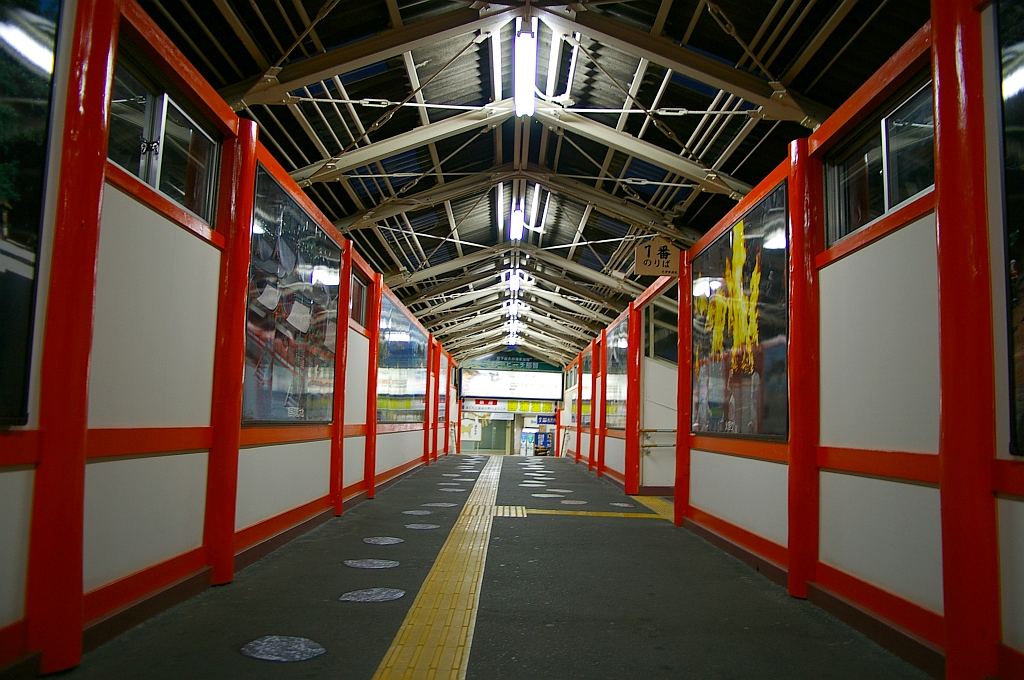
連絡通路のデザインは那智神社をイメージしたもの（2006年8月）
1番ホームのマグロ（2005年8月）
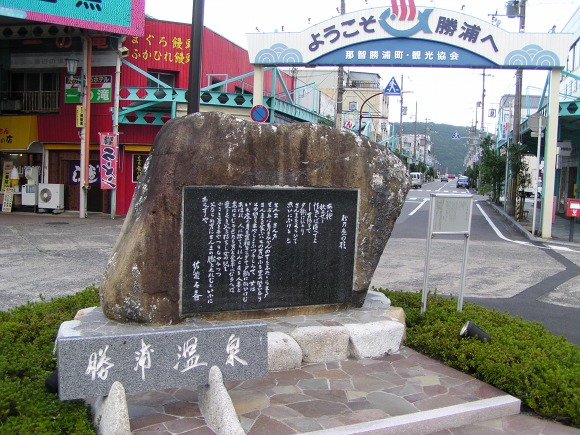
駅前の佐藤春夫歌碑（2005年8月）

## 駅弁
2017年ごろまでは、主な駅弁として下記を販売していた。駅付近には調製元の「お食事処川柳」がある。
- さんま姿寿司
- 紀の国弁当[注釈 1]
- 鮪素停育（）[11]

## 利用状況
1日の平均乗車人員は以下の通りである。
| 年度   | 1日平均 乗車人員 |
| ------ | ---------------- |
| 1998年 | 1,110            |
| 1999年 | 1,084            |
| 2000年 | 930              |
| 2001年 | 859              |
| 2002年 | 756              |
| 2003年 | 711              |
| 2004年 | 695              |
| 2005年 | 673              |
| 2006年 | 684              |
| 2007年 | 711              |
| 2008年 | 680              |
| 2009年 | 609              |
| 2010年 | 578              |
| 2011年 | 493              |
| 2012年 | 560              |
| 2013年 | 534              |
| 2014年 | 499              |
| 2015年 | 479              |
| 2016年 | 431              |
| 2017年 | 400              |
| 2018年 | 387              |
| 2019年 | 342              |
| 2020年 | 205              |
| 2021年 | 215              |
| 2022年 | 265              |

## 駅周辺
当駅は那智勝浦町の中心部にあり、役場などの公共機関も近くに存在する。当駅は勝浦や那智山だけでなく太地など附近一帯の観光地への玄関口としての役割も担っており、駅前には那智勝浦町の観光協会が、駅周辺にはいくつかのホテルがある。
- 勝浦港
  - 観光桟橋 - 勝浦温泉各宿泊施設への無料送迎船発着地
- 紀の松島
- 那智勝浦町立勝浦小学校
- 那智勝浦町消防本部那智勝浦消防署
- 紀伊勝浦郵便局
- 那智勝浦町役場
- 南紀勝浦温泉旅館組合
- 那智勝浦観光協会
- くじらの博物館 - 紀の松島遊覧船利用、太地くじら浜公園で下船。
- 熊野古道
- 勝浦漁港にぎわい市場
- 滝の湯（足湯） - 駅前
- 海の湯（足湯） - 勝浦港
- 鮪の湯（足湯） - 勝浦漁協前
- 保存SL（C58 353）[1] - 那智勝浦町役場前。塩害で痛みが激しい。
- コーナンホームストック 勝浦店

### バス路線
「紀伊勝浦駅」停留所にて、熊野御坊南海バスの路線が発着する。
- 新勝線：新宮駅
- 那智山線：那智山
- 白浜空港リムジンバス：南紀白浜空港 ※終点まで降車することはできない。

## その他
- 2022年3月31日まで、特急を利用すると1日目の駐車料金が無料になるパークアンドライドを実施していた（限定5台）。
- 東へ徒歩5分に西武観光バスと三重交通が運行している夜行高速バス大宮・池袋 - 南紀勝浦線の「勝浦温泉」停留所がある。

## 隣の駅
※特急「くろしお」「南紀」（うち「南紀」のみは当駅が始発）の隣の停車駅は各列車記事を参照されたい。
西日本旅客鉄道（JR西日本）
 きのくに線（紀勢本線）
紀伊天満駅 - 紀伊勝浦駅 - 湯川駅